# Tucuxi
Sotalia fluviatilis · Sotalie de l'Amazone, Dauphin de l'Orénoque
Espèce
Synonymes
- Sotalia guianensis

Statut de conservation UICN

 EN A4b : En danger
Statut CITES
Répartition géographique
Le Tucuxi, Sotalie de l'Amazone ou Dauphin de l'Orénoque (Sotalia fluviatilis)  est une espèce de cétacés de la famille des Delphinidés, vivant dans le bassin de l'Amazone.

## Description

Tucuxi à l'échelle humaine.

Il n'y a pas de dimorphisme sexuel. Le tucuxi adulte mesure entre 130 et 200 cm et pèse de 35 à 40 kg. Il est trapu et pourvu de grandes nageoires caudale et dorsale et a un ventre pâle. La nageoire dorsale est légèrement courbée. Le rostre a une longueur moyenne et est pourvu de 26 à 36 paires de dents.

## Taxinomie
Le tucuxi ou Sotalia fluviatilis fut décrit par Gervais & Deville en 1853 (et le costero ou Sotalia guianensis par Pierre-Joseph van Bénéden en 1864). Longtemps ces espèces furent synonymes. La première étude faisant état de distinction profonde fut une morphométrie en 3D réalisée récemment par Monteiro-Filho. Une analyse moléculaire réalisée par Cunha démontra que Sotalia guianensis était génétiquement différent de Sotalia fluviatilis. Cette découverte fut confirmée par Caballero. Bien que l'existence et la distinction de ces espèces soit à présent généralement admise, l'Union internationale pour la conservation de la nature (UICN) continue à les classer sous le même taxon : Sotalia fluviatilis.

## Répartition et habitat
Le tucuxi se rencontre dans le bassin de l'Amazone au Brésil, en Guyane, mais aussi au Pérou et en Colombie dans les eaux côtières peu profondes, les récifs de corail, les mangroves, les estuaires et les fleuves.

## Comportement
Le tucuxi aime à se rassembler en petits groupes de 10-15 individus (Jusqu'à 30 dans les eaux côtières) même s'il vit généralement seul ou en couple. Il nage ainsi de façon très serrée, suggérant une structure sociale importante. Le tucuxi aime à faire des bonds hors de l'eau et joue souvent à éclabousser. Il est lent et se nourrit surtout de poissons nageant en bancs.
Il se nourrit de poissons (anchois et poissons-chats) et de calmars qu'il avale tout ronds.
On a observé le tucuxi chassant en compagnie d'autres dauphins;
Son espérance de vie est estimée à 35 ans.

## Étymologie et dénomination
Le terme tucuxi (prononcé « toukouchi ») dérive du tupi tuchuchi-ana. Bien qu'il partage son habitat avec les dauphins d'eau douce (tel le boto), le tucuxi ne leur est pas génétiquement relié.

## Menaces et conservation
L'UICN (23 janvier 2023) classe l'espèce en catégorie EN (en danger ) dans la liste rouge des espèces menacées depuis 2020. 
Le tucuxi est encore assez répandu, bien qu'il n'existe pas de statistique précise. Il subit toutefois les affres typiques aux dauphins, à savoir prise dans des filets de pêche, pollution au mercure et même chasse spécifique. Il est protégé par la tradition qui interdit de le chasser dans certains endroits mais parfois tué pour sa chair où pour servir d'appât pour la pêche. Il a été rajouté dans la liste des espèces en danger en 2020,.
Le tucuxi supporte mal la captivité. Le dernier représentant de l'espèce en Europe (Paco) mourut en 2009 au zoo de Münster, en Allemagne.